# Obszar Warowny „Wilno”
Obszar Warowny „Wilno” – obszar warowny Wojska Polskiego II Rzeczypospolitej.
14 marca 1928 roku weszło w życie rozporządzenie Prezydenta Rzeczypospolitej z dnia 30 stycznia 1928 roku w sprawie uznania miasta Wilna i okolicy za obszar warowny. Zgodnie z rozporządzeniem za obszar warowny zostało uznane miasto Wilno wraz z okolicą według następujących granic: rzeka Wilija od granicy państwowej do przecięcia z granicą gminy Rzesza; północno-zachodnia i północna granica gminy Rzesza do rzeki Wiliji; rzeka Wilija do traktu Podbrodzie-Wilno; trakt Podbrodzie-Wilno do potoku Trynkut; potok Trynkut do toru kolejowego Wilno-Turmonty; linia kolejowa Turmonty-Wilno do przecięcia z drogą Wilno-Tawrya; droga Wilno-Tawrya do m. Tawrya (włącznie); dalej rzeka Wilejka do ujścia rzeki Kienka; rzeka Kienka do granicy gminy Rudomino; następnie południowe granice gmin Rudomino i Troki do granicy państwowej i granicą państwową do rzeki Wilija.

## Organizacja pokojowa OWar. „Wilno”
- Dowództwo Obszaru Warownego „Wilno”
- 33 Wileński Dywizjon Artylerii Lekkiej
- 2 Bateria Pomiarów Artylerii
- Kompania Łączności Obszaru Warownego „Wilno”
- Szefostwo Fortyfikacji Obszaru Warownego „Wilno”
- Szpital Garnizonowy w Wilnie (były Szpital Obszaru Warownego „Wilno”)

## Obsada personalna Komendy Obozu i Dowództwa Obszaru Warownego „Wilno”
Komendanci obozu i dowódcy obszaru
- płk sap. Włodzimierz Dziakiewicz (wz. 1922-1923)
- gen. bryg. Hugon Griebsch (28 III 1923[2][3][4] – 3 II 1925 → II zastępca generalnego inspektora artylerii – inspektor dla spraw fortyfikacji[5])
- gen. bryg. Olgierd Pożerski (1 VII 1925 - 3 XI 1926 → dowódca 20 DP[6])
- płk inż. Jan Romuald Ożyński (wz. 1926 – 1 V 1927)
- płk piech. Walerian Czuma (2 V 1927[7] - 18 II 1928 → dowódca 5 DP[8])
- płk piech. / gen. bryg. Henryk Krok-Paszkowski (18 II 1928[8] - 9 X 1930 → dowódca 20 DP[9])
- płk piech. Michał Pakosz (9 X 1930 – 12 X 1935 → dowódca 24 DP)
- płk dypl. piech. Kazimierz Bogumił Janicki (X 1935 - X 1938 → dowódca piechoty dywizyjnej 7 DP)
- płk dypl. piech. Lucjan Janiszewski (XI 1938 – VIII 1939 → dowódca piechoty dywizyjnej 35 DP)
- ppłk piech. Tadeusz Paweł Podwysocki (12 IX 1939[10])

Zastępcy komendanta obozu i zastępcy dowódcy obszaru
- płk piech. Stefan Pasławski (28 III 1923[2][3][4] – 20 XI 1925 → dowódca 2 Brygady OP[11])
- płk dypl. art. Wincenty Kowalski (XI 1930[12] – XII 1934 → II dowódca piechoty dywizyjnej 19 DP[13])
- płk art. Brunon Romiszewski (XII 1934[13] – 1938 → II dowódca piechoty dywizyjnej 12 DP)

Pomocnik dowódcy
- płk piech. Michał Pakosz (II 1929[14] – 9 X 1930 → dowódca obszaru[9])

Szefowie sztabu
- kpt. piech. adiutant sztabowy Mieczysław Teodor Łojak (1923[3] → 3 psp[15])
- mjr / ppłk SG Władysław Powierza (15 X 1923[4] – 31 VIII 1926 → I oficer sztabu inspektora armii gen. dyw. Wacława Fary)
- mjr / ppłk SG Leon Koc (X 1926 – V 1927 → szef sztabu DOK II)
- mjr SG Tomasz Obertyński (11 VI 1927 – 23 XII 1929 → Inspektorat Armii w Wilnie)
- mjr dypl. piech. Józef Drotlew (1 I 1930[16] – 23 X 1931 → dowódca baonu 6 pp Leg.[17])
- mjr dypl. piech. Franciszek Florian Wąsowicz (X 1931[18] – XI 1934 → dowódca baonu w 20 pp[19])
- mjr dypl. piech. Henryk Konas (od XI 1934[19])
- ppłk dypl. piech. Kazimierz Klochowicz (1939)

Szefowie artylerii OWar. „Wilno”
- płk art. Tadeusz Bolesław Łodziński (VIII 1926 – 29 II 1928 → stan spoczynku)
- płk art. Józef Konstanty Rojek (21 III 1928 - 22 III 1929 → szef 9 Okręgowego Szefostwa Uzbrojenia[20])
- ppłk / płk art. mgr Karol Myrek (22 III 1929[21] - V 1932 → dowódca 13 pal[22])
- ppłk dypl. art. Tadeusz Procner (V 1932[22] - X 1934 → dowódca 5 pal[23])
- ppłk art. Leon Józef Marian Pichl (XII 1934[23] – VII 1937 → dowódca 19 pal)
- ppłk dypl. art. Jan I Szewczyk (1937 – IV 1939 → dowódca 4 pac)
- ppłk art. Franciszek Machowski (od IV 1939) †1940 Katyń[24]

Naczelni lekarze / szefowie służby zdrowia
- płk lek. Witold Kiersnowski (IV 1924[25] – 1925)
- płk lek. Leon Klott (IV – XII 1925 → stan spoczynku)
- ppłk lek. dr Stanisław Garniewicz (do 1939)
- ppłk dr Władysław Jan Rymaszewski (do IX 1939 → szef służby zdrowia 35 DP)

## Obsada personalna w marcu 1939 roku
Ostatnia „pokojowa” obsada personalna Dowództwa OWar. „Wilno”:
- dowódca obszaru – płk dypl. piech. Lucjan Janiszewski
- oficer ordynansowy – rtm. Wacław Ursyn-Szantyr[b]
- szef sztabu – ppłk dypl. piech. Kazimierz Klochowicz
- I oficer sztabu – mjr dypl. piech. Aleksander Marian Romiszowski
- II oficer sztabu – kpt. adm. Kazimierz II Wiśniewski
- szef artylerii – ppłk dypl. art. Jan I Szewczyk
- referent artylerii – kpt. art. Adam Makarewicz †1940 Charków
- oficer topograf – kpt. geogr. Franciszek Mroziński
- kierownik Samodzielnego Referatu Bezpieczeństwa Wojennego – rtm. dypl. Mieczysław Łubieński
- dowódca OPL – ppłk sap. Aleksander Stanisław Alexandrowicz[c]
- kierownik referatu OPL – kpt. adm. (art.) Antoni Zygmunt Ropelewski
- dowódca łączności – ppłk łączn. Michał Karwowski
- szef służby zdrowia – ppłk lek. dr Stanisław Garniewicz
- kierownik kancelarii głównej – rtm. adm. (kaw.) Ryszard Wiszowaty
- dowódca plutonu gospodarczego – rtm. kaw. Wacław Ursyn-Szantyr (*)